# Завойський Микола Сергійович
Завойський Микола Сергійович
Народився в селі Дзвінковому Фастівського району 19.12.1925р
Сержант другоі світовоі війни 1941-1945.
Нагороджений 4 медалями за мужність. 
Депутат Васильківського району.
Сестра Шапран Надія Сергіївна.
Дата смерті 02.04.2006